# 山野ゆり
山野 ゆり（やまの ゆり、1982年12月15日 - ）は、東京都出身のタレント、ファッションモデル。ガンズマネージメント、アイント所属。いて座。O型。

## 出演

### テレビ
- TX『Design Channel』 （2005年4月 - 2008年6月）
- スペースシャワーTV『ゴゴイチ! 〜SPACE SHOWER CHART SHOW〜』（2004年11月 - 2006年3月） メインVJ
- BS日テレ『情報新惑星』レギュラー （2004年10月 - 12月）
- スカイパーフェクTV!272ch『週刊エンターテインメントニュース』（2004年7月 - 11月） メインMC
- BS11『私たち鉄印帳はじめます。』第45回　千葉県  いすみ鉄道

### 映画
- MAKOTO（2004年）

### 雑誌
- Junie
- an・an
- non-no
- CUTiE
- Bease up
- A-GIRL
- MORE
- PS
- Spring
- Vita
- SEDA

### 広告
- カネボウプロスタイル『FLIP』
- NTTドコモ関西 2002.6 - 8月
- マクドナルド『テリヤキバーガー』2003.11月下旬 - 1ヶ月
- 日産『cube3』
- ロート製薬『スラーリア』 2004.4月 -

### カタログ
- 丸井ヴォイ
- 伊勢丹